# Allotriusia luteipennis
Allotriusia luteipennis är en insektsart som beskrevs av Willy Adolf Theodor Ramme 1929. Allotriusia luteipennis ingår i släktet Allotriusia och familjen gräshoppor. Inga underarter finns listade i Catalogue of Life.